# Grundforsselet
Grundforsselet är en sjö i Arjeplogs kommun i Lappland och ingår i Skellefteälvens huvudavrinningsområde. Sjön har en area på 0,106 kvadratkilometer och ligger 421,5 meter över havet.